# Chjeno-Piast
Chjeno-Piast – potoczna nazwa koalicji parlamentarnej w Sejmie II Rzeczypospolitej, która w 1923 i ponownie w 1926 tworzyła zaplecze dla drugiego i trzeciego rządu Wincentego Witosa.
Porozumienie o powołaniu koalicji (zwane paktem lanckorońskim) podpisano 17 maja 1923. W jej skład weszły Polskie Stronnictwo Ludowe „Piast” i Chrześcijański Związek Jedności Narodowej (ironicznie zwany Chjeną). Zgodnie z ustaleniami chadecy i endecy z ChZJN oraz ludowcy z „Piasta” mieli utworzyć w Sejmie I kadencji większość parlamentarną. Dziewięć dni później po uprzedniej dymisji Władysława Sikorskiego, nowym premierem został Wincenty Witos. W skład jego rządu weszło 14 ministrów z koalicji Chjeno-Piast. Gabinet ten urzędował do grudnia 1923, kiedy to utracił większość sejmową w związku z secesją grupy posłów „Piasta”.
Reaktywacja Chjeno-Piasta nastąpiła w 1926. Wówczas po dymisji premiera Aleksandra Skrzyńskiego, reprezentanci PSL „Piast” i Związku Ludowo-Narodowego, wspierani przez Stronnictwo Chrześcijańsko-Narodowe, Polskie Stronnictwo Chrześcijańskiej Demokracji i Narodową Partię Robotniczą, ogłosili powstanie większości dla utworzenia nowego rządu z Wincentym Witosem na czele. Prezydent Stanisław Wojciechowski po nieudanych próbach wysunięcia innego kandydata, powierzył liderowi „Piasta” funkcję premiera. Nowy gabinet powstał 10 maja 1926. Odnowienie tej koalicji spotkało się z zapowiedziami jej zwalczania przez lewicową opozycję. M.in. Polska Partia Socjalistyczna wydała odezwę ze stwierdzeniami o „krwawym rządzie Chjeno-Piasta” i „faszyzmie u bram”. Utworzenie rządu Chjeno-Piasta stało się bezpośrednią przyczyną przewrotu majowego.